# Aradidae
Aradidae é uma família de hemiptéros, que variam de 3-11 mm; possuem cor castanho-avermelhado, de forma oval e as margens não-linear e são fortemente achatados no dorso-ventral. Incluem pouco mais de 1900 espécies, divididas em cerca de 230 gêneros. Estão amplamente distribuídos em todas as principais regiões zoogeográficas.